# Tossal de Barrers
El Tossal de Barrers és una muntanya de 488 metres que es troba entre els municipis de Granyanella i de Tàrrega, a la comarca catalana de la Segarra.